# Ziegenbusch zwischen Rosenow und Möllenhagen
Ziegenbusch zwischen Rosenow und Möllenhagen este o arie protejată (arie specială de conservare — SAC, sit de importanță comunitară — SCI) din Germania întinsă pe o suprafață de 49 ha, integral pe uscat.

## Localizare
Centrul sitului Ziegenbusch zwischen Rosenow und Möllenhagen este situat la coordonatele 53°35′19″N 12°57′49″E / 53.5886°N 12.9636°E.

## Înființare
Situl Ziegenbusch zwischen Rosenow und Möllenhagen a fost declarat sit de importanță comunitară în aprilie 2004 pentru a proteja un număr necunoscut de specii din flora spontană și fauna sălbatică aflate în arealul zonei. Situl a fost protejat și ca arie specială de conservare în august 2016.

## Biodiversitate
Situată în ecoregiunea continentală, aria protejată conține 2 habitate naturale: Lacuri eutrofice naturale cu vegetație de tip Magnopotamion sau Hydrocharition, Păduri de fag Asperulo-Fagetum.
La baza desemnării sitului se află un număr nedeclarat de specii protejate: